# Największe przeboje 1981–1987 (2)
Największe przeboje 1981-1987 (2) – album kompilacyjny zespołu Lombard. Wydany w roku 1994 nakładem wydawnictwa Rock Long Luck.
Nagrań dokonano: (4, 7, 9) Sala Filharmonii Szczecińskiej, Polskie Radio Szczecin; (5, 7) Studio Polskiego Radia Szczecin; (1, 8, 11) Studio „Giełda” Polskie Radio w Poznaniu; (2, 3, 6) Mix Fendal Sound Recording Studio, Loenen, Holandia; (10) Studio Tonpress. Foto: Jacek Gulczyński, Maciej Mańkowski, Z. Walter, Maciej Olsztyński. Projekt graficzny: Krzysztof Dziamski & Jacek Gulczyński / Colt Group.

## Lista utworów
1. „Szklana pogoda” (muz. Grzegorz Stróżniak, sł. Marek Dutkiewicz) – 3:28
2. „Kryształowa” (muz. Grzegorz Stróżniak, sł. Jacek Skubikowski) – 3:18
3. „Gołębi puch” (muz. Grzegorz Stróżniak, sł. Małgorzata Ostrowska) – 4:20
4. „Bye, Bye Jimi” (muz. Grzegorz Stróżniak, sł. Marek Dutkiewicz) – 9:00
5. „Droga Pani z TV” (muz. i sł. Jacek Skubikowski) – 4:00
6. „Anka” (muz. Grzegorz Stróżniak, sł. Jacek Skubikowski) – 4:36
7. „Taniec pingwina na szkle” (muz. i sł. Jacek Skubikowski) – 4:32
8. „Kto mi zapłaci za łzy” (muz. Grzegorz Stróżniak, sł. Jacek Skubikowski) – 4:05
9. „Znowu radio” (muz. Piotr Zander, sł. Małgorzata Ostrowska) – 3:57
10. „Dwa słowa, dwa światy” (muz. Grzegorz Stróżniak, sł. Małgorzata Ostrowska) – 6:30
11. „EKG” (muz. Grzegorz Stróżniak) – 4:45